# Hüvész
Hüvész (szlovákul: Lúčina) község Szlovákiában, az Eperjesi kerület Eperjesi járásában.

## Fekvése
Eperjestől 23 km-re délkeletre, az Ósva-patak felső folyásának bal oldalán fekszik.

## Története
1787-ben említik „Hüviz” néven először. 1828-ban 20 házában 152 lakos élt. Kiterjedt erdei a 19. század végén a kincstár tulajdonában voltak. A 19. század közepén éhínség pusztított a községben. Lakói mezőgazdasággal, erdei munkákkal, szénégetéssel, szövéssel foglalkoztak.
1920 előtt Sáros vármegye Lemesi járásához tartozott.

## Népessége
| Év:            | 1994. | 2004.   | 2014.    | 2024.   |
| -------------- | ----- | ------- | -------- | ------- |
| Emberek száma: | 153   | 154     | 171      | 155     |
| Eltérés:       |       | +0,65 % | +11,03 % | -9,35 % |

| Év:            | 2023. | 2024.   |
| -------------- | ----- | ------- |
| Emberek száma: | 157   | 155     |
| Eltérés:       |       | -1,27 % |

1910-ben 159, túlnyomórészt szlovák anyanyelvű lakosa volt.
2001-ben 159 szlovák lakosa volt.
2011-ben 160 lakosából 157 szlovák volt.

## Nevezetességei
- A Szentháromság tiszteletére szentelt római katolikus temploma.